# Veliki Popović
Veliki Popović (en serbe cyrillique : Велики Поповић) est une ville de Serbie située dans la municipalité de Despotovac, district de Pomoravlje. Au recensement de 2011, elle comptait 1 239 habitants.
Veliki Popović est officiellement classé parmi les villages de Serbie.

## Histoire
Par décret du 8 juillet 1882, Veliki Popović fut déclarée ville du district du comté Despotovac de Moravie. En 1926, la construction de la première église orthodoxe commence dans la ville. Miloje Novaković, un commerçant de cette ville, a fait don d'un terrain pour une nouvelle église, Đoka Cvetković, un commerçant de Požarevac, a fait don d'une maison avec un terrain à Popović au Comité de l'Église. Sa vente augmenta le fonds monétaire destiné à la construction du temple.

## Démographie
Le recensement de 2002 indique que Veliki Popović, 1 193 adultes vivent et l'âge moyen de la population est de 43,5 ans (42,3 ans pour les hommes et 44,6 ans pour les femmes). Il y a 433 ménages et le nombre moyen de membres par ménage est de 3,36.
Ce village est en grande partie habitée par des Serbes (selon le recensement de 2002), et lors des trois derniers recensements, une diminution du nombre d'habitants a été observée.
Une grande partie, de ça population vivent à l’étranger, en France, Allemagne, Autriche, Australie.

### Évolution historique de la population
| 1948  | 1953  | 1961  | 1971  | 1981  | 1991  | 2002  | 2011  |
| ----- | ----- | ----- | ----- | ----- | ----- | ----- | ----- |
| 1 958 | 2 011 | 2 114 | 2 000 | 1 974 | 1 768 | 1 455 | 1 239 |

|  |

## Légende
Selon la légende, le village tient son nom d'un prêtre orthodoxe qui s'est noyé pour sauver les habitants lors d'une inondation.